# اتحادیه پاسداری و مبارزه‌خواهی ملی‌گرایان آلمان

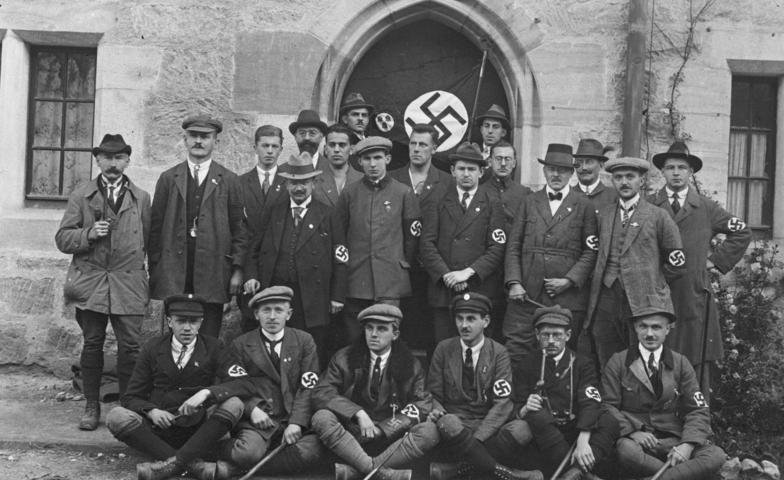
هیئت نمایندگی حزب ناسیونال سوسیالیست کارگران آلمان (حزب نازی) در «روز ملی آلمان» که توسط اتحادیه پاسداری و مبارزه‌خواهی ملی‌گرایان آلمان در کوبورگ در سال ۱۹۲۲ سازماندهی شده بود.

اتحادیه پاسداری و مبارزه‌خواهی ملی‌گرایان آلمان (آلمانی: Deutschvölkischer Schutz- und Trutzbund؛ ‏انگلیسی: German Nationalist Protection and Defiance Federation) بزرگترین و فعال‌ترین سازمان یهودستیزی آلمان پس از جنگ جهانی اول و یکی از سازمان‌های اصلی تشکیل‌دهندهٔ جنبش فلکیش در جمهوری وایمار بود که  نظام دموکراتیک-پارلمانی آن را به طور یکجانبه رد کرد. ادارۀ نشر این سازمان کتاب‌هایی منتشر کرد که بر عقاید رهبران حزب ناسیونال سوسیالیست کارگران آلمان همچون هاینریش هیملر تأثیر زیادی گذاشت و پس از انحلال (حوالی ۱۹۲۴) بسیاری از اعضای آن در نهایت به نازی‌ها پیوستند.
مانیفست این سازمان «اگر من قیصر بودم» (آلمانی: Wenn ich der Kaiser wär) را هاینریش کلاس رئیس اتحادیه پان‌ژرمن‌ها نوشته بود که شعارش «آلمان برای آلمانی‌ها» بود.
نماد این سازمان یک «گل گندم آبی با یک صلیب شکسته» و با همان شعار «آلمان برای آلمانی‌ها» بود.

## برخی اعضای سرشناس
- اریش فون دم باخ-زلوسکی
- فیلیپ بوهلر
- هاینریش دویبل
- آرتور دینتر
- اسکار دیرلوانگر
- دیتریش اکارت
- فریدریش کارل فلوریان
- راینهارت هایدریش
- کارل کاوفمان
- ویکتور لوتسه
- مارتین موچمان
- ویلهلم اونه‌زورگه
- برنهارت روست
- فریتس زاوکل
- ولفرام زیفرس
- فرانتس اشتالکر
- یولیوس اشترایشر
- فلیکس وانکل
- کارل واینریش